# Banachek
Ne doit pas être confondu avec la série télévisée Banacek
Banachek (de son vrai nom Steven Shaw, né le 30 novembre 1960) est un mentaliste américain. Il a écrit des ouvrages de mentalisme et inventé des tours de magie et de mentalisme, dont la version de Penn & Teller de capture d'une balle de revolver au vol (en) et son tour de l'« enterré vivant ». Il est directeur du One Million Dollar Paranormal Challenge de la James Randi Educational Foundation.

## Jeunesse et debuts
Steven Shaw naît en Angleterre et grandit en Afrique du Sud et en Australie. Il est abandonné à l'âge de neuf ans en Afrique du Sud avec ses deux frères âgés d'un et trois ans et les élève seul jusqu'à l'âge de seize ans. Cette année 1976, il émigre aux États-Unis et commence à se produire. Il adopte très tôt le nom de scène de Banachek, en référence à la série télévisée américaine Banacek.
Après avoir lu The Truth About Uri Geller (en), un livre du magicien James Randi qui a démystifié les prétendues facultés télépathiques et psychokinétiques de Uri Geller — en particulier pour plier une cuillère par sa seule force mentale —, il décide d'apprendre la magie. Ayant développé plusieurs méthodes pour reproduire les astuces de Geller, Banachek écrit une lettre à Randi dans laquelle il propose de démontrer la crédulité des scientifiques qui étudient la parapsychologie en leur faisant croire que leurs astuces mentales étaient de véritables démonstrations de pouvoir psychique.
Banachek est fréquemment engagé comme consultant pour des spectacles de magie. Parmi ses clients figurent Penn & Teller, David Blaine, Lance Burton, James Randi et Criss Angel,.

## Projet Alpha
Durant la mystification du projet Alpha,, Banachek fit croire à des scientifiques de l'université de Washington que ses capacités psychiques étaient authentiques. Comme l'expliquait D.J. Grothe, « il avait dit que si on lui demandait : est-ce que vous trichez ?, il révèlerait aussitôt la vérité... Mais on ne lui a jamais posé de question ». Avec James Randi, il prit également part à une enquête sur les activités de guérison par la foi de Peter Popoff, qui se conclurent par la révélation des affirmations mensongères de Popoff.

## Autres réalisations professionnelles
Banachek apparaît dans plusieurs émissions de télévision, parmi lesquelles CNN Live Today (en), Mindfreak et Unscrewed with Martin Sargent. Durant le programme de Nightline, Beyond Belief (en), la journaliste JuJu Chang (en) le décrit comme un « croisé ».
En 2008, Banachek prend part à la tournée du spectacle Hoodwinked avec Bob Arno (en), Todd Robbins (en) et Richard Turner (en),.
Le 12 juillet 2009, Banachek effectue un test préliminaire des capacités de sourcier de Connie Sonne pour le défi paranormal à un million de dollars qui est suivi par des centaines de personnes sur place et par des vidéos en direct sur Internet,.
Dans l'émission spéciale The Search for Houdini (La recherche de Houdini) (1987), animée par William Shatner, Banachek effectue une manœuvre d'évasion dans laquelle il réussit à se frayer un chemin après avoir été enchaîné, menotté, enfermé dans un cercueil et enterré à deux mètres sous terre, reproduisant ainsi l'exploit que Houdini avait réalisé 61 ans auparavant, le 31 octobre 1926,,. Ce tour n'est pas sans risques, ayant coûté la vie à l'une de ses émules trois ans plus tard,.

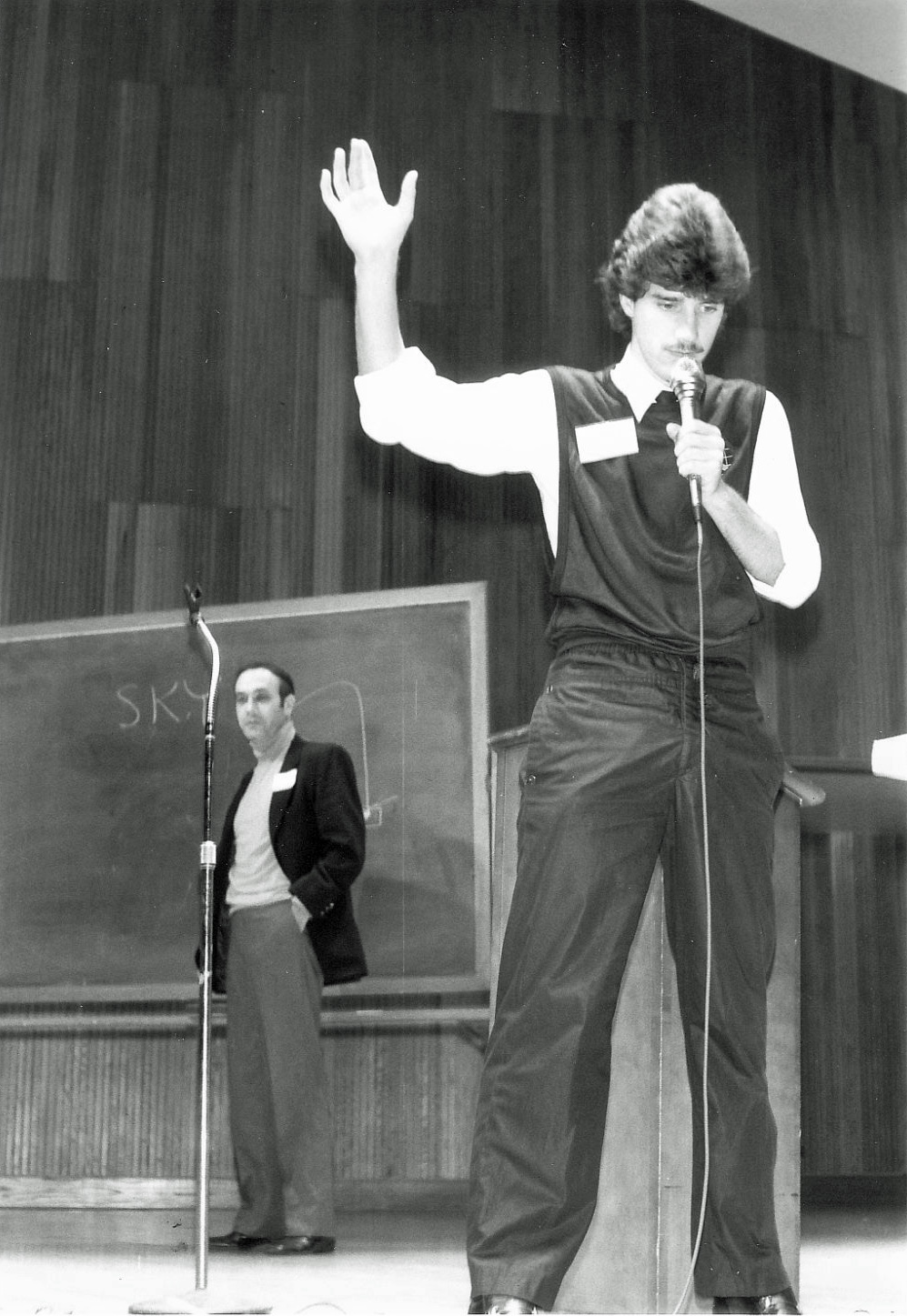
Steve Shaw (Banachek) à une conférence du Committee for Skeptical Inquiry en 1983, à Buffalo.

## Démystification et critique des médiums
Banachek a été directeur du défi paranormal à un million de dollars, supervisant de nombreux tests de supposés médiums,,,, jusqu'à sa suspension en 2015. 

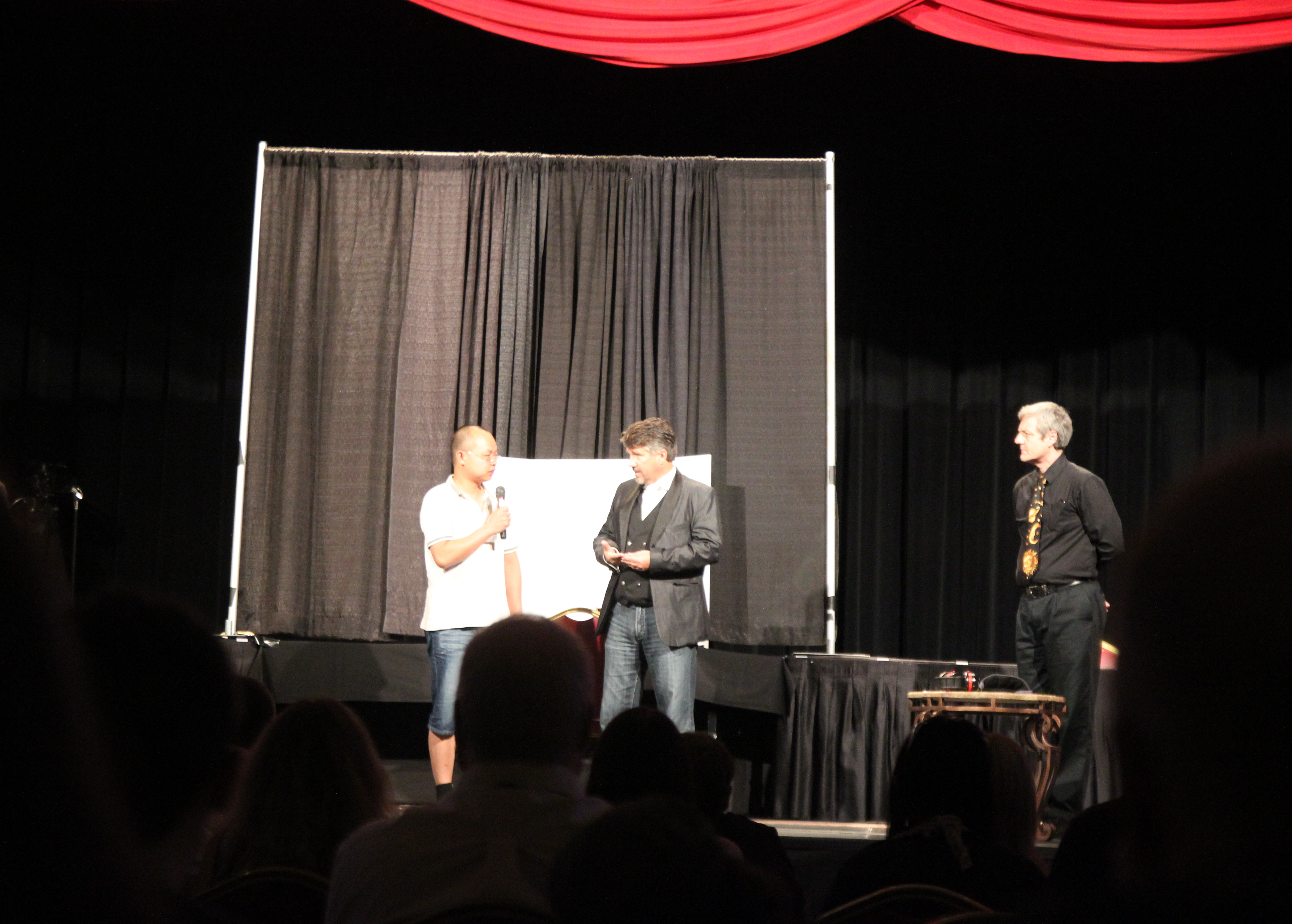
Test du Million Dollar Challenge de Fei Wang, avec Banachek et Richard Saunders qui ont lancé le défi le 13 juillet 2014

Banachek a affirmé que des médiums comme James Van Praagh dépassent les bornes en prétendant parler avec les morts. Il pense que des affirmations de communication avec des parents décédés « pour que la personne se sente mieux » empêche celle-ci de faire son deuil. Selon lui, le traitement réservé aux enfants du spectacle Psychic Kids (en) de A&E « n'est pas loin de relever de la maltraitance sur mineur ».
Lorsqu'il s'engage dans le mentalisme, Banachek déclare que son spectacle est « simplement un divertissement » et qu'il n'est pas en fait un médium, une pratique qui a suscité la colère d'autres mentalistes. Il réserve un mépris particulier pour les médiums et les guérisseurs qui profitent des personnes souffrant d'un handicap physique, d'une maladie ou de la perte d'êtres chers. Cependant, il appelle à la prudence lors de la démystification des médiums, encourageant les sceptiques à ne pas « rabaisser les personnes mêmes qu'ils tentent de convaincre » et à rester conscients des limites de leurs propres connaissances et expertise.

## Récompenses
- Psychic Entertainers Association Dave Lederman Memorial Award (pour créativité en Mentalisme), 1997[27].
- APCA (Association for the Promotion of Campus Activities) Homme de spectacle de l'année 1998, 1999[28].
- APCA College Campus Novelty Act of the Year, 2000.
- Psychic Entertainers Association Dan Blackwood Memorial Award (pour sa contribution exceptionnelle à l'art du mentalisme), 2006[27].
- Psychic Entertainers Association Dunninger Memorial Award (pour professionnalisme remarquable dans l'art du mentalisme), 2007[27].
- Son livre, Psychological Subtleties 2, a gagné The Magic Woods Awards pour Meilleur Livre de 2007.
- Membre honoraire à vie de PSYCRETS (British Society of Mystery Entertainers) Tabula Mentis VII en avril 2010[29].

## Galerie

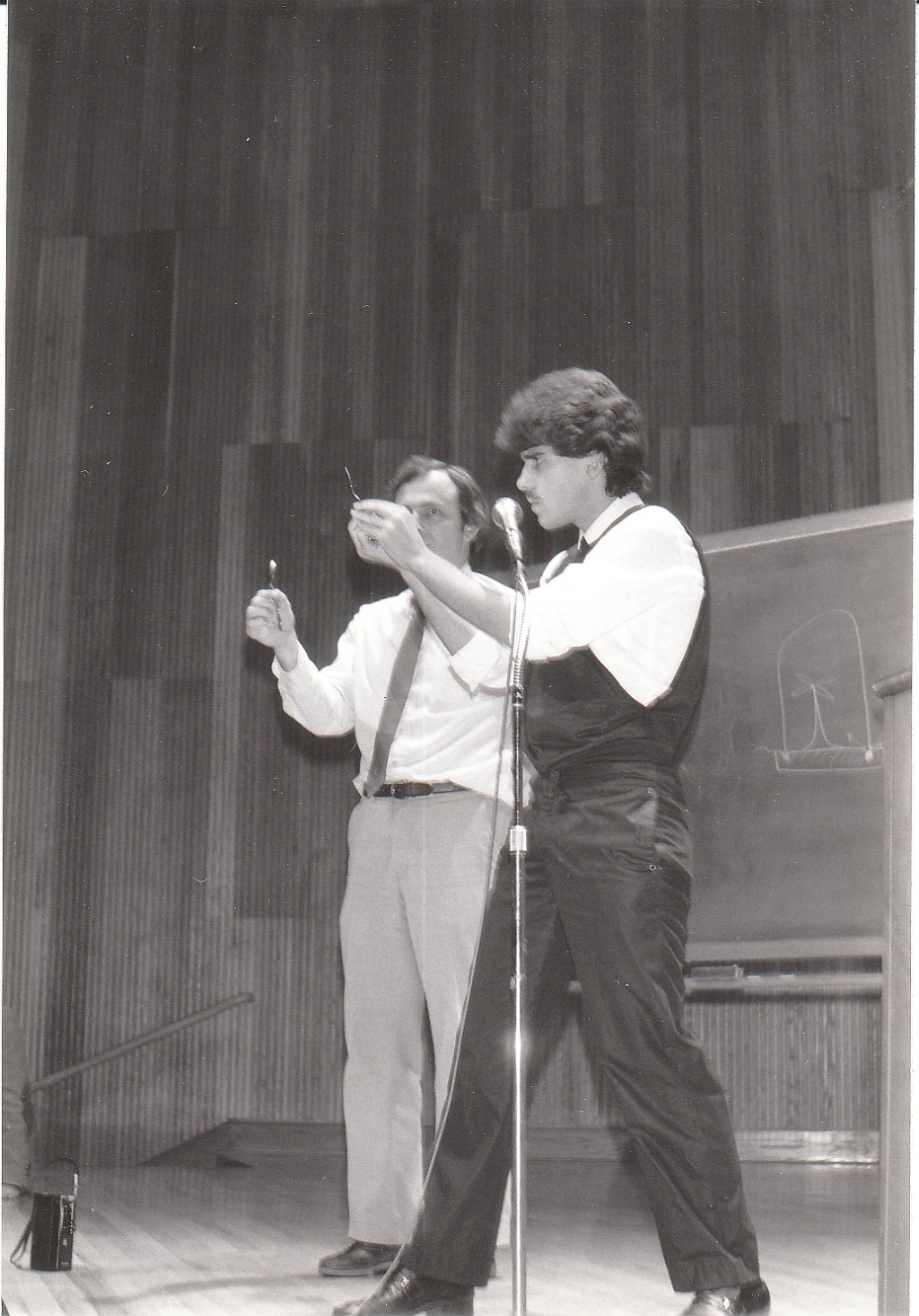
Banachek démontrant le pliage d'une cuillère au CSICOP à Buffalo, NY, 1983

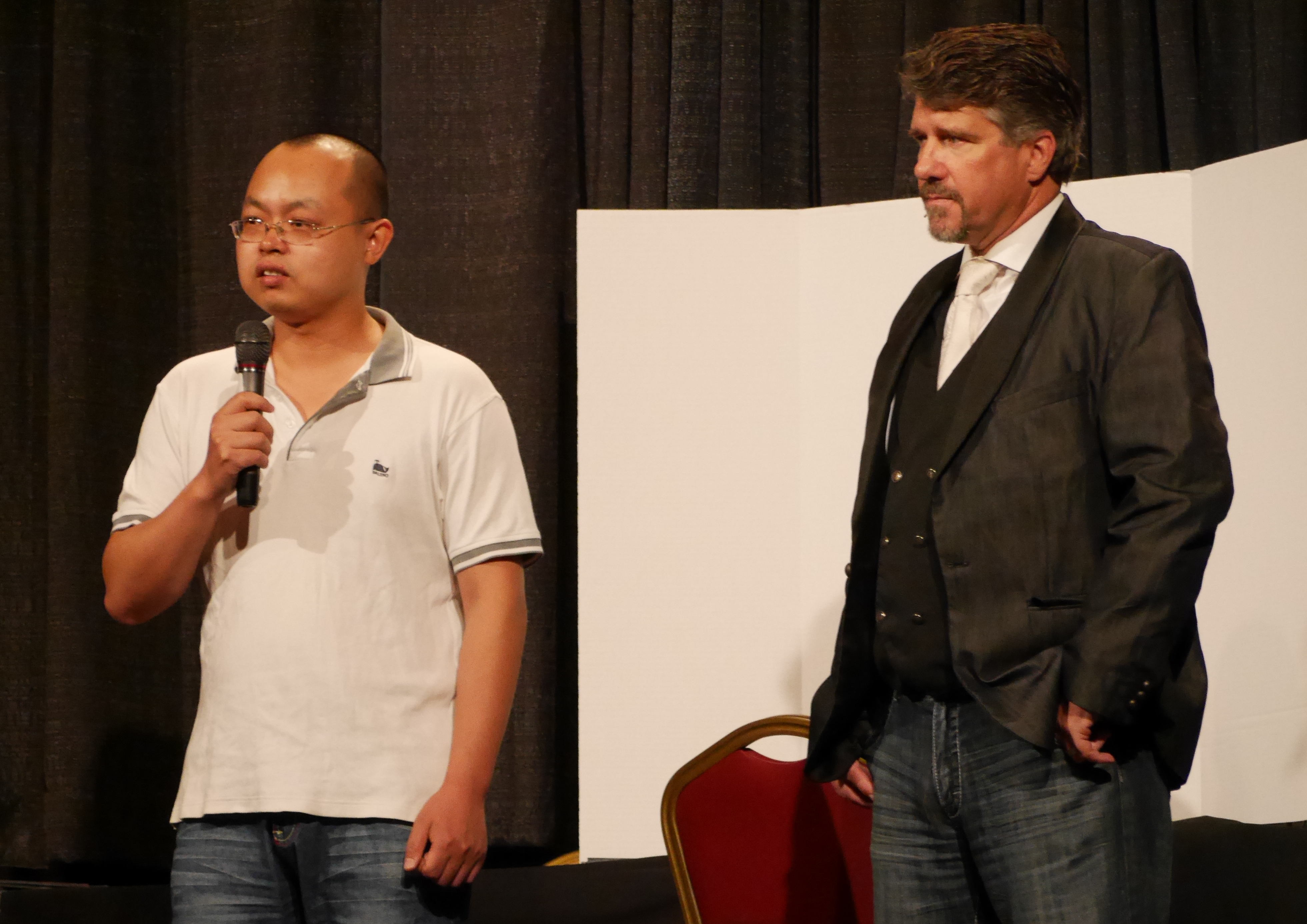
Banachek à la réunion Amaz!ng, 2014

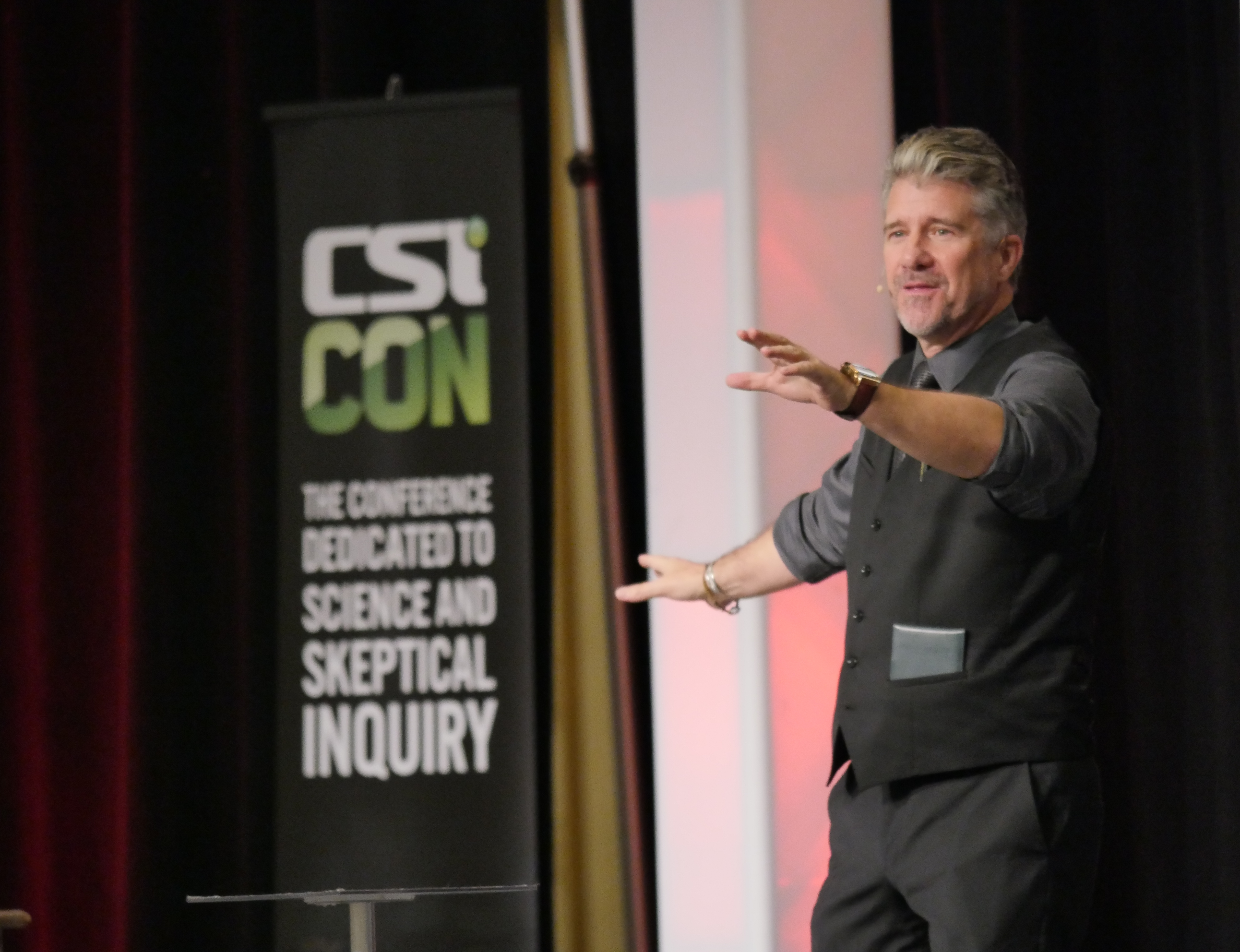
Banachek au CSICon 2018, Las Vegas

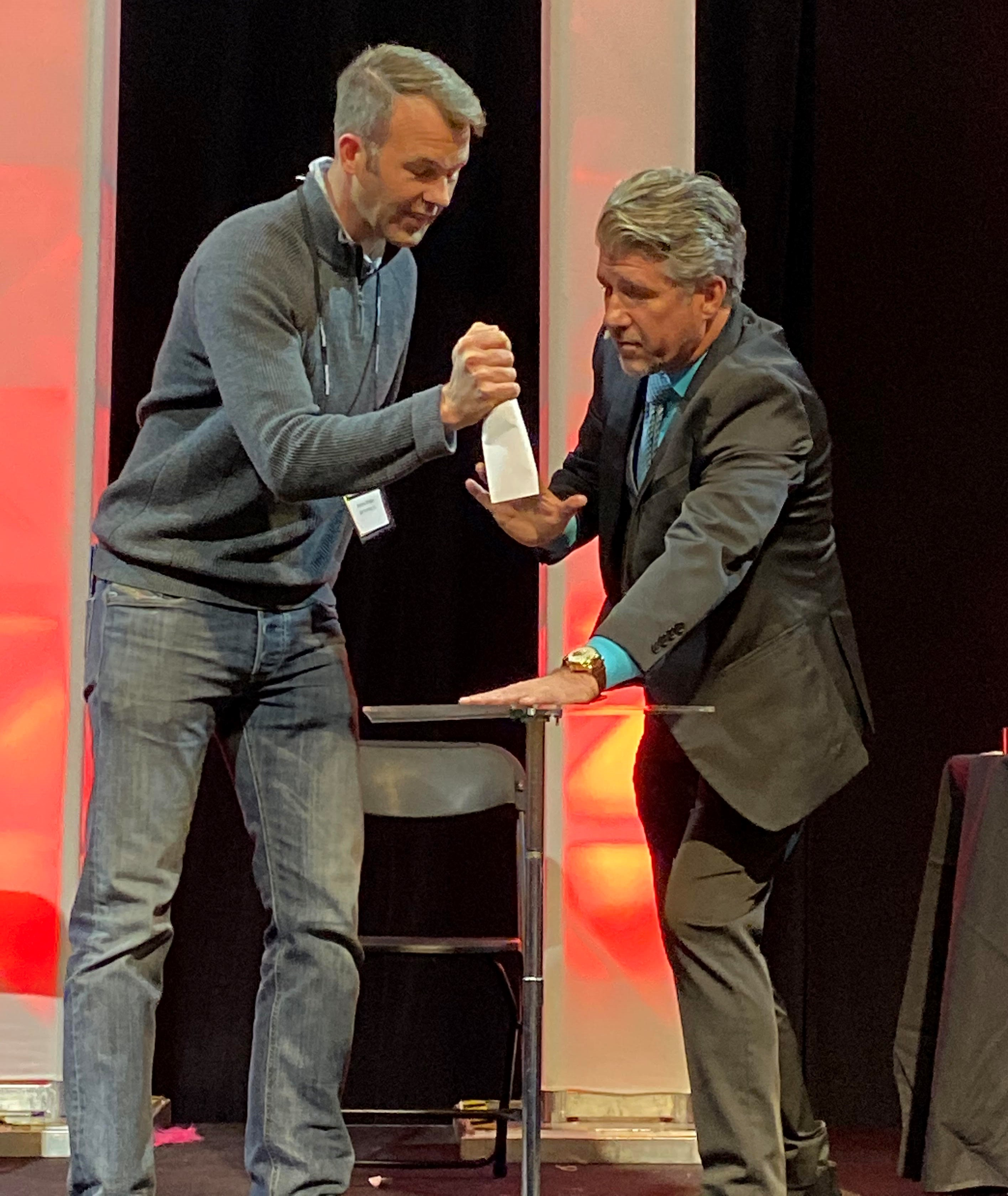
Banachek exécutant un tour de couteau au CSICon 2019, Las Vegas

## Livres et vidéos
- (en) Joseph Atmore, Banachek, Joseph Dunninger et Bill Palmer, Dunninger's Brain Busters, Humble, TX, H&R Magic Books, 2001, 111 p. (OCLC 65215584)
- (en) Banachek, Hardin Burlingame, Christopher Gillett et Scott Wells, Psychophysiological Thought Reading, or, Muscle Reading and the Ideomotor Response Revealed, Houston, Texas, Magic Inspirations, 2002, 164 p. (ISBN 978-0-9706438-1-0, OCLC 60349209)
- (en) Banachek, Psychological Subtleties 1, Houston, Texas, Magic Inspirations, 2010, 3e éd., 211 p. (ISBN 978-0-9706438-4-1)

- (en) Banachek, Psychological Subtleties 2, Houston, Texas, Magic Inspirations, 2007, 206 p. (ISBN 978-0-9706438-2-7, OCLC 310366497)
- (en) [vidéo] « Banachek's Psi Series », dans L&L Publishing, 2004, États-Unis